# Erebia crobyle
Erebia crobyle är en fjärilsart som beskrevs av Hans Fruhstorfer 1918. Erebia crobyle ingår i släktet Erebia och familjen praktfjärilar. Inga underarter finns listade i Catalogue of Life.